# Ji Dengkui
Ji Dengkui (17 mars 1923 - 13 juillet 1988) est une personnalité politique chinoise de premier plan pendant la Révolution culturelle. Il était membre des 10ème et 11ème Politburos du Parti communiste chinois. Il est un protégé de Mao Zedong dans les dernières années de la vie du Grand Timonier.

## Biographie
Le début de l'existence de Ji Dengkui est mal connue. Il serait né vers 1922. Après avoir suivi des études secondaires, il s'engage dans la guérilla communiste dans les monts Taihang lors de la guerre contre les Japonais. C'est à cette époque qu'il rencontre et se lie avec Liu Jianxun.
En 1957, Ji Dengkui  assure la direction de la grande usine de matériel minier de Luoyang et, en octobre 1959, il accède au poste de premier secrétaire de l’importante préfecture de Luoyang. En 1965 il devient le secrétaire adjoint du comité du Parti du Henan et ce grâce à l'arrivée dans la province de son mentor Liu Jianxun. Pendant la Révolution culturelle, il reste fidèle à ce dernier malgré ses positions extrêmes.
Au début de l'année 1967, en l’absence de Liu Jianxun dans la province, il s'oppose à des organisations rivales, émanation des cadres de l'Armée populaire de libération, pour défendre la Commune du 7 février . Quand Liu Jianxun revient, il le soutient dans ses objectifs de remise en ordre et d'apaisement entre les différentes factions. Il en est rapidement récompensé en janvier 1968 en devenant vice-président du comité révolutionnaire du Henan. Il est alors en troisième position dans la hiérarchie de la province. Puis en avril 1969, sa montée en puissance s'accélère, il accède à des postes à un niveau national. Il est élu au Comité central et devient membre suppléant au Bureau politique. Son accession aux plus hauts postes du régime chinois s'explique d'une part avec les succès de la région spéciale de Luoyang dans la campagne de simplification administrative, mais aussi par des protections politiques. Ji Dengkui a su séduire Mao Zedong lui-même, mais aussi Zhou Enlai et Jiang Qing soucieux de limiter les pouvoirs de Lin Biao, le nouveau successeur officiel de Mao Zedong.     
En  février 1980, à l’issue du 5e plénum du XIe Comité central, alors que Ji Dengkui est considéré comme un adversaire de Deng Xiaoping le nouvel homme fort du pays, il est démis de ses fonctions du Bureau politique.